# María Asquerino
María Urdiain Muro, née à Madrid le 25 novembre 1925 et morte dans la même ville le 27 février 2013, connue artistiquement comme María Asquerino, est une actrice espagnole.

## Biographie
En 1993, elle reçoit la Médaille d'or du mérite des beaux-arts du Ministère de l'Éducation, de la Culture et des Sports espagnol.

## Filmographie
- 1950 : Agustina de Aragón de Juan de Orduña
- 1951 : Déracinés (Surcos) de José Antonio Nieves Conde
- 1955 : Le Célibataire d'Antonio Pietrangeli
- 1956 : Après-midi de taureaux (Tarde de toros) de Ladislas Vajda
- 1964 : Le Désir (Donde tú estés) de Germán Lorente
- 1977 : Cet obscur objet du désir de Luis Buñuel
- 1995 : Personne ne parlera de nous quand nous serons mortes d'Agustín Díaz Yanes
- 1999 : Mort de rire d'Álex de la Iglesia
- 2000 : Mes chers voisins (La comunidad) d'Álex de la Iglesia
- 2006 : La Chambre du fils d'Álex de la Iglesia